# Status epilepticus
Status epilepticus is in de geneeskunde een toestand waarbij de patiënt aanhoudend gegeneraliseerde epileptische aanvallen heeft zonder dat tussendoor het bewustzijn terugkeert.
Een mogelijk gevolg van een status epilepticus is dat er onvoldoende ademhalingsbewegingen gemaakt worden door de gestoorde prikkeloverdracht in de hersenen, waardoor zuurstofgebrek in het lichaam kan ontstaan. Dit geeft de meeste problemen in de hersenen, aangezien zuurstoftekort aldaar snel schade aan het hersenweefsel kan veroorzaken.
Een status epilepticus is daarom een potentieel dodelijke aandoening, die onmiddellijke medische interventie vereist. 
Bij een status epilepticus is het niet mogelijk om medicatie door te slikken. Er zal dan dus een andere toedieningsvorm gekozen moeten worden. Het is mogelijk om medicatie in druppelvorm in te wrijven in het wangslijmvlies, waardoor de druppels opgenomen worden. In eerste instantie wordt echter meestal gekozen voor rectale toediening van medicatie: op die manier wordt het medicijn snel en veilig opgenomen. Ook is het mogelijk om de patiënt een injectie onder de huid of in een spier te geven. De snelste manier van medicatietoediening is via de bloedbaan, deze methode wordt veelal in het ziekenhuis toegepast.
Er wordt medicatie gegeven die de prikkeloverdracht in de hersenen beïnvloedt, zoals benzodiazepinen of barbituraten, zodat de stoornis in de prikkeloverdracht behandeld wordt. 
Meestal worden patiënten met een status epilepticus opgenomen in een ziekenhuis, omdat daar de lichaamsfuncties permanent bewaakt kunnen worden. Bij een ernstige status epilepticus is soms intubatie noodzakelijk om de zuurstoftoediening te garanderen.